# Veflinge Sogn
Veflinge Sogn er et sogn i Bogense Provsti (Fyens Stift).
I 1800-tallet var Veflinge Sogn et selvstændigt pastorat. Det hørte til Skovby Herred i Odense Amt. Veflinge sognekommune blev ved kommunalreformen i 1970 indlemmet i Søndersø Kommune, der ved strukturreformen i 2007 indgik i Nordfyns Kommune.
I Veflinge Sogn ligger Veflinge Kirke.
I sognet findes følgende autoriserede stednavne:
- Banggårde (bebyggelse, ejerlav)
- Elved Mark (bebyggelse)
- Elvedgyde (bebyggelse)
- Elvedgård (ejerlav, landbrugsejendom)
- Fuglsang (bebyggelse)
- Hedeboerne (bebyggelse, ejerlav)
- Hestehave (areal, bebyggelse, ejerlav)
- Hindevad (bebyggelse, ejerlav)
- Hovgårdshuse (bebyggelse)
- Høved (bebyggelse, ejerlav)
- Kildehave (bebyggelse)
- Kosterslev Skovhave (bebyggelse, ejerlav)
- Købeskov (bebyggelse, ejerlav)
- Lindebjerg (bebyggelse)
- Lindehuse (bebyggelse)
- Paddesø (bebyggelse, ejerlav)
- Rugård (ejerlav, landbrugsejendom)
- Rønnemose (bebyggelse)
- Sasserod (bebyggelse, ejerlav)
- Sasserod Kohave (bebyggelse)
- Skeldam (bebyggelse)
- Stillebæk (bebyggelse)
- Stingsted Skov (areal)
- Tevringe (bebyggelse, ejerlav)
- Tevringe Huse (bebyggelse, ejerlav)
- Trundemose (bebyggelse)
- Tørveland (bebyggelse)
- Veflinge (bebyggelse, ejerlav)
- Veflinge Hede (bebyggelse)
- Veflinge Nymark (bebyggelse)
- Veflinge Stormark (bebyggelse)
- Væde (bebyggelse, ejerlav)
- Væde Have (bebyggelse)
- Væde Hed (bebyggelse)
- Væde Mark (bebyggelse)
- Vædehule Skov (areal, bebyggelse)
- Vædeled (bebyggelse, ejerlav)
- Vædeledstofte (bebyggelse)